# ベラルーシ空軍および防空軍
ベラルーシ空軍および防空軍は、ベラルーシ共和国の空軍組織。本国ではたんに空軍および防空軍(ベラルーシ語:Ваенна-паветраныя сілы і войскі супрацьпаветранай абароны；ロシア語:Военно-воздушные силы и войска противовоздушной обороны)と呼ばれる。ベラルーシ国防省管轄下の組織である。

## 概要
ベラルーシ領内に存在していた旧防空軍第2独立防空軍（第11防空軍団、第27防空軍団）を主体として、ソ連空軍・海軍航空隊・陸軍航空隊の装備や組織を継承した。現名称の軍種としては、2001年に創設された。ベラルーシの軍事は、ロシアのそれと密接に関わっている。空軍および防空軍機はソ連時代から引き続き「赤い星」の国籍識別標を採用しているが、これはロシア空軍機と同じものである（ロシアは2010年3月に一度国籍マークのデザインを改定したが、2013年からが再び「赤い星」を使用している）。有事に際しては共同作戦が取れるよう平時より訓練が行われている。
ベラルーシは、108機の第4世代戦闘機を含む349機の航空機を一時は保有していた。内訳は、Su-27が25機、MiG-29が83機である。残りは、99機のSu-25、42機のSu-24、45機のMiG-25である。また、Mi-8とMi-26からなるヘリコプター連隊も保有する。
2005年5月には、MiG-29の近代化改修型であるMiG-29BMとSu-27UBの近代化改修型であるSu-27UBM1が初めて一般の前に姿を現した。これらの改修はバラーナヴィチの第558航空機修理工場が実施した。MiG-29BMは、他の機とともに首都ミンスクにおける大祖国戦争戦勝60周年の記念パレードで上空パスを行った。また、新型のMi-8MTKOも配備されているが、この機体は夜間暗視装置を搭載して行動力を高めている。
2005年12月には、ベラルーシはウクライナから10機のL-39教育訓練機を購入した。12月21日、これらの機体はウクライナからベラルーシへ飛来した。これらのL-39は、第206攻撃航空基地で教育訓練任務に入った。この引渡し飛行に際しては、あらかじめロシアのヴャーゼムスキイ訓練センターで乗員のこの機種への習熟訓練が行われていた。L-39の到着は、ベラルーシ空軍および防空軍のパイロットとベラルーシ軍事アカデミーの航空学部訓練生の訓練に大いなる充実を齎した。
2006年2月には、ベラルーシはインドで運用されロシアに返却されたSu-30Kについて購入する意向であるという発表があった。Su-30KはSu-30MKIの納入までの繋ぎとしてインドに供給された複座型戦闘機で、1997年から1998年にかけて納入されたものであった。ベラルーシで保管されているこれらの機体は購入ののちこれらの機体は最新のSu-30KN仕様に改修される予定であった。この改修により、これらの機体は地上および海上の目標に対する高い攻撃性能を獲得することとなる。が、最終的に2013年にこれらの機体はアンゴラ空軍がロシアより取得することになった。
2006年2月15日には、キルギスにあるロシア連邦軍のカーント基地で行われた軍事訓練を参観したロシア空軍最高司令官ヴラジーミル・ミハーイロフは、ロシアには「ベラルーシの航空基地にロシア軍を駐留させる真剣な考えがある」と報じた。
2006年4月には、S-300PS地対空ミサイルコンプレックスのベラルーシの第4師団への納入が始められた。この契約は、2005年春に合意されたものであった。これらは、ロシア連邦国防省(MO RF；МО РФ)の長期保管用の予備品の中から無償で給与された。その後、ロシアとベラルーシの専門家は予防作業の延期とそれに伴う操業開始時期の延期を決定した。すべての作業はMO PFの提供で行われた。コンプレックスの稼動後は、独立国家共同体防空統合システム(объединенной системы ПВО стран СНГ)はこれまで空白域となっていた西方へ150 km影響範囲を移動し、その捜索可能範囲は400 kmに及ぶことになる。
ベラルーシは保有する中古機材の転売も行っており、コートジヴォワール空軍のSu-25、アルジェリア空軍のMiG-29、ペルー空軍のMiG-29、Su-25などはもとはベラルーシ空軍機である。これらによって保有機は減少している。また、既にSu-24とSu-27の運用は終了した。さらに以前にMiG-25は退役しているため、
現在はMiG-29、Su-25、Mi-24、Mi-8などが主な機体となっている。

## 機構
西部と北西の2個作戦・戦術司令部に分かれる。
- 西部作戦・戦術司令部
- 北西作戦・戦術司令部

## 主な運用航空機
※今後の保有予定機、以前の保有機を含む
- An-2
- An-12BK
- An-24RV
- An-26B
- An-30B
- Il-62M
- Il-76MD/TD
- Il-78
- Ka-27
- L-39C
- Mi-2
- Mi-6A
- Mi-8T/PS/MTV/MTKO
- Mi-24D/V/P/K
- Mi-26
- MiG-21SM/bis

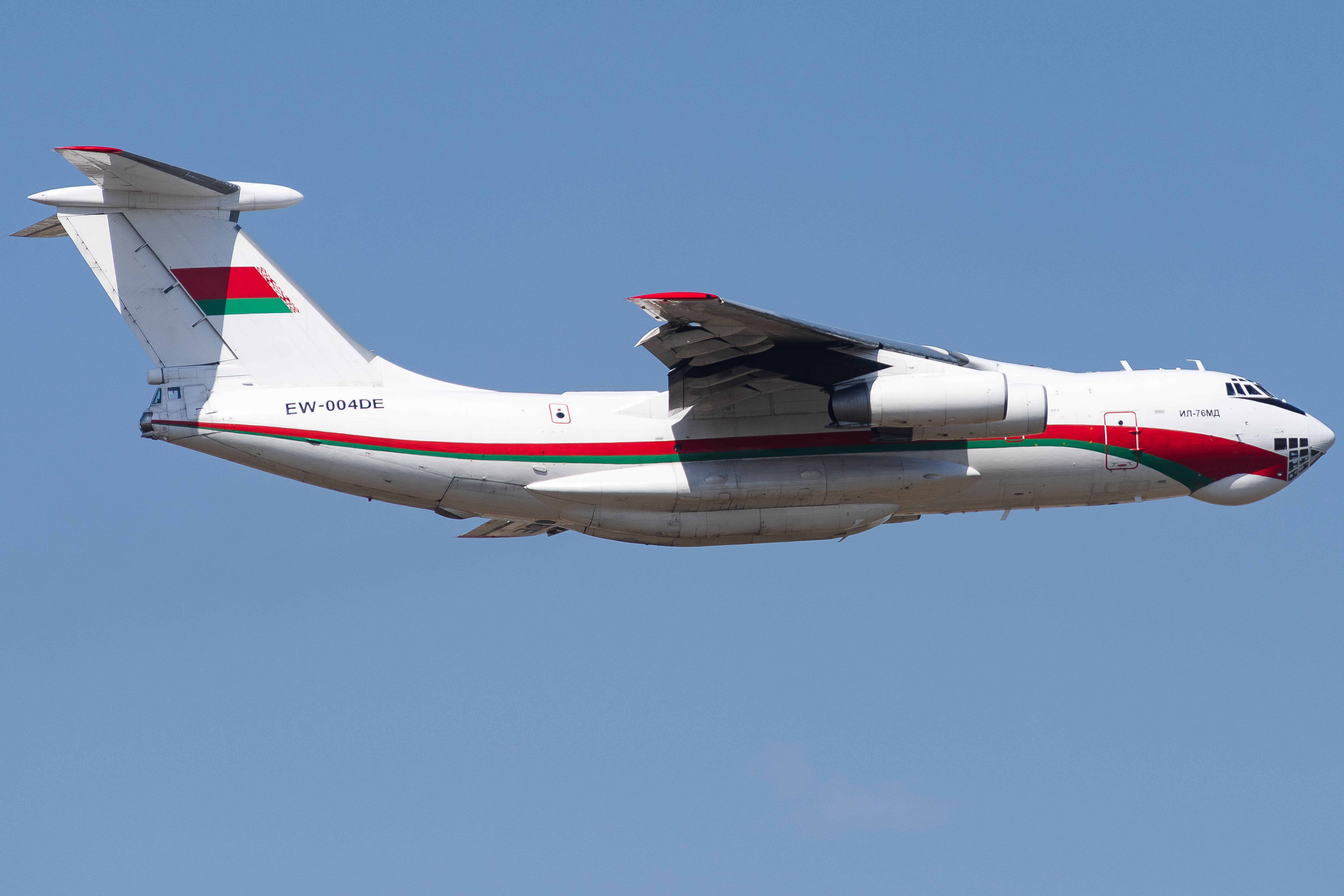
Il-76MD

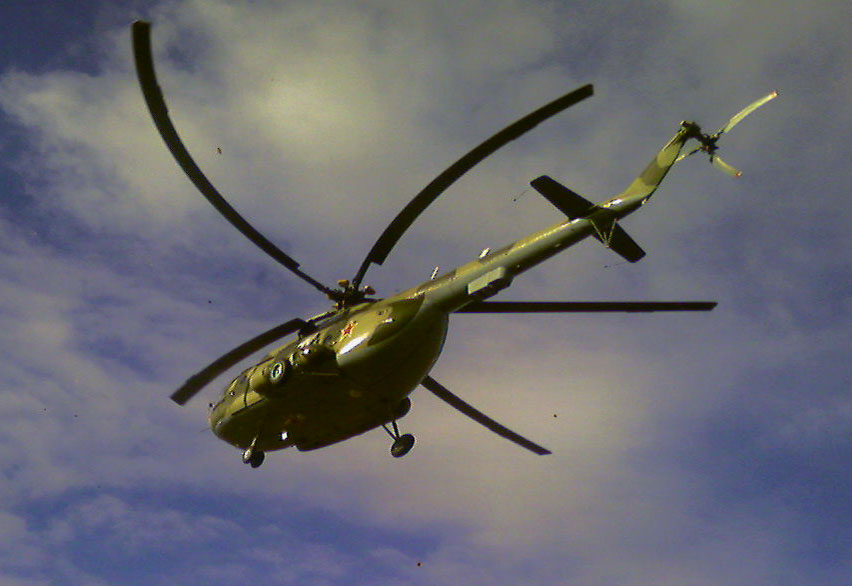
Mi-8T

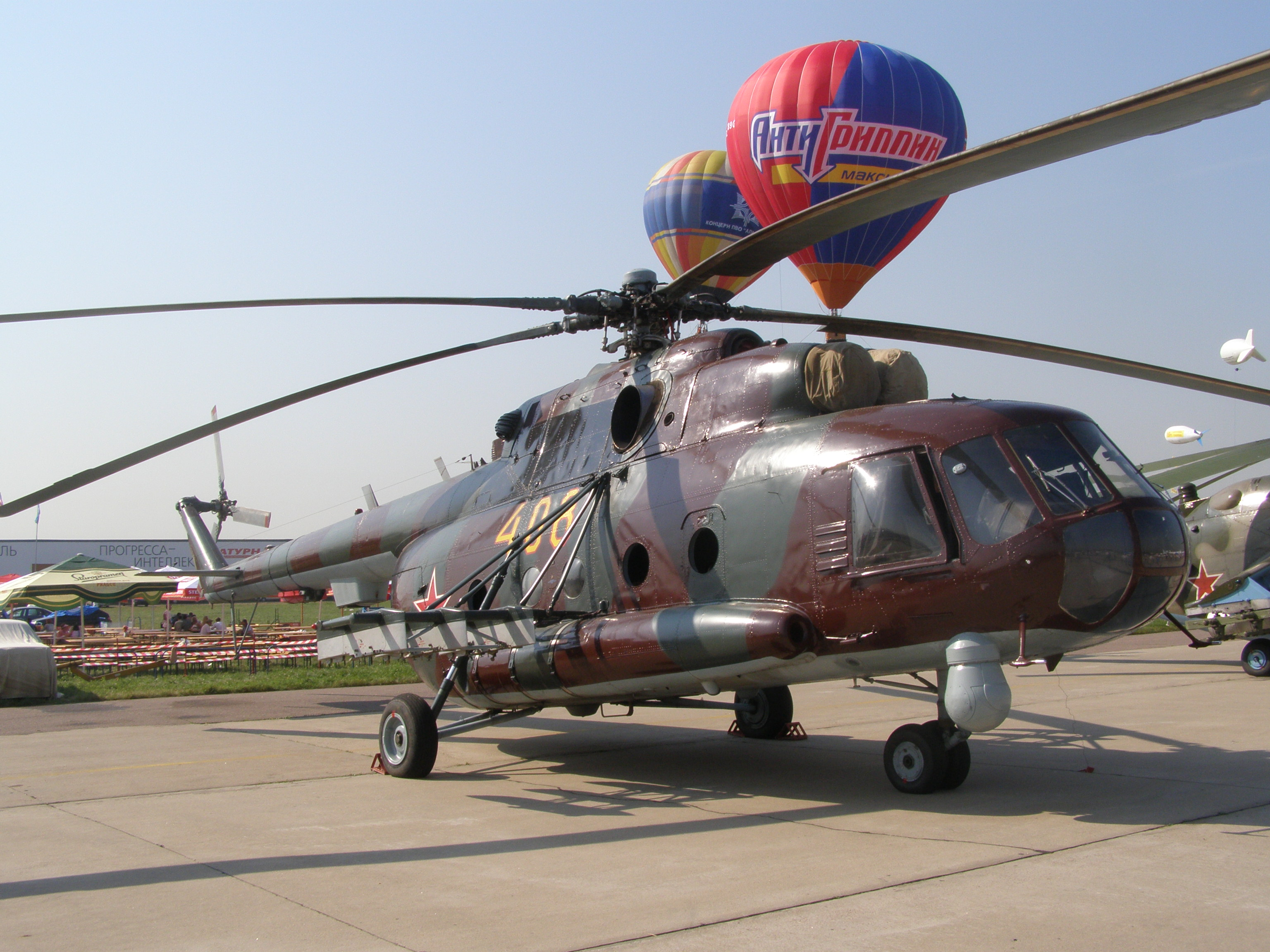
Mi-8MTKO

- MiG-23M/ML/P/MLA/MLD/UB/UM
- MiG-25PD/PDS/RB/PU/RU
- MiG-27/K/M/D
- MiG-29/S/UB/BM
- Su-15TM/UM
- Su-17M/2/3/4
- Su-24/M/MR/MP
- Su-25/UB
- Su-27/S/UB/UBM1
- Su-30SM
- Tu-134A-3/UBK
- Tu-154B/M
- Yak-40
- Yak-52

## 歴代司令官
| 職名   | 氏名                 | 階級 | 在任期間        | 出身校                                     | 前職                       |
| ------ | -------------------- | ---- | --------------- | ------------------------------------------ | -------------------------- |
| 司令官 | オレグ・パフェロフ   | 中将 | 2001.12-2006.11 | 防空軍ゴリコフ電波技術学校                 | 防空軍第一副司令官         |
| 司令官 | イーガル・アザロナク | 少将 | 2006.11-        | スタヴロポリ飛行士・航法士高等軍事航空学校 | 西部作戦・戦術司令部司令官 |

### 画像リンク
- Foxbat AVIa / МАЧУЛИЩИ-2005
- MILAVIA / BELARUSIAN AIR & AIR DEFENCE FORCE(上記リンクの画像のコピー、英語解説)
- Foxbat AVIa / 55-лет 61-й истребительной авиационной базе "БАРАНАВІЧЫ"
- ВВС России / МиГ-27К(ベラルーシのMiG-27K)